# TV3 (Danemarca)
TV3 Danemarca este o televiziune daneză deținută de corporația Viasat. Concernul deține în Danemarca pe lângă TV3 și postul TV3+. Ambele canale difuzează în mare parte producții tv americane, cum ar fi American Idol, The Simpsons sau Prison Break.